# Vultee A-31 Vengeance
Валти A-31 Вендженс (англ. Vultee A-31 Vengeance) — американский пикирующий бомбардировщик.
Создан в 1930-х годах. Разработан и производился фирмой Vultee Aircraft. Применялся ВВС США во время Второй мировой войны.
Совершил первый полёт 30 марта 1941 года. Всего построено порядка 1528 машин.
Самолёт представлял собой моноплан, имевший цельнометаллическую конструкцию.

## Тактико-технические характеристики
- Экипаж: 2 (пилот, штурман/стрелок)
- Длина: 12,12 м
- Размах крыла: 14,63 м
- Высота: 4,67 м
- Площадь крыла: 30,84 м2
- Пустой вес: 4411 кг
- Максимальный взлетный вес: 6486 кг
- Силовая установка: 1 ×  2-рядный 14-цилиндровый радиальный двигатель воздушного охлаждения Райт R-2600-A5B Циклон-5; 1600 л. с. (1193 кВт)
- Максимальная скорость: 443 км/ч на высоте 3350 м
- Крейсерская скорость: 378 км/ч
- Дальность: 2253 км
- Практический потолок: 6860 м
- Нагрузка на крыло: 210 кг/м²
- Удельная мощность: 0,245 л. с./кг

- Оружие: 4×7,62-мм Пулемёт Браунинга в крыльях
- 2×7,62-мм пулемета Браунинг или 7,71 мм пулемета Виккерс в поворотной установке в задней кабине [B]
- Бомбы: 2 бомбы 227 кг на внутренней подвеске
  - 2 бомбы по 113 кг на крыльевой подвеске